# Alexandre Radó
Pour le psychanalyste, voir Sándor Radó.
Pour les articles homonymes, voir Rado.
Alexandre Radó (1899-1981), né Sándor Radó, connu également comme Alexandre Radolphi, est un révolutionnaire communiste juif  hongrois devenu le responsable de l’espionnage soviétique en Suisse pendant la Seconde Guerre mondiale.  Sa cellule est connue pour avoir fourni aux autorités soviétiques la date exacte du déclenchement de l’opération Barbarossa, une information qui ne sera pas exploitée, et avoir fourni l’ensemble du plan de bataille prévu par les Nazis lors de leur contre-offensive sur Koursk fondée sur l’espoir vain de l’effet de surprise, permettant à l’État-major soviétique de détruire les forces allemandes et de mettre fin à tout espoir de victoire en Russie.

## Biographie

### Enfance et adolescence
Alexandre Radó est né dans une famille juive de la bonne bourgeoisie le 5 novembre 1899 à Ujpest, banlieue industrielle de Budapest, en Hongrie, où son père, Gabor Reich, était homme d’affaires. Après une enfance sans histoire, il est mobilisé en 1917 dans l’armée austro-hongroise où il est versé dans l’artillerie. Il étudie également le droit par correspondance à l’Université de Budapest.

### Militant communiste itinérant
Lorsque la monarchie austro-hongroise s’effondre, Radó  rejoint en décembre 1918 les rangs du Parti communiste hongrois. En mars 1919, les communistes  de Bela Kun s’emparent du pouvoir. Il devient le cartographe de l’état-major des forces soviétiques puis est nommé commissaire politique de l’artillerie. Il prend part à ce titre aux combats contre les forces tchécoslovaques et à la répression des insurgés anti-communistes à Budapest.
Le 1er septembre 1919, le régime communiste hongrois s’effondre et Radó se réfugie en Autriche. Il y reprend des études de géographe et de cartographie à l’Université de Vienne et écrit divers articles en langue allemande dans le magazine Kommunismus publié par des émigrés communistes hongrois.
En juillet 1920, il crée une agence de presse, Rosta-Wien, chargée de diffuser de la propagande soviétique aussi bien en Autriche aux organes de gauche qu’à diverses organisations communistes ou amies dans différents pays, en liaison avec les réseaux du Komintern. En 1922, il reprend ses études, cette fois-ci en Allemagne, d’abord à Iéna puis à Leipzig. À Iéna, il rencontre sa future femme Helen Jansen (Léna), connue pour avoir apporté cousue dans son vêtement le message de Lénine au congrès créant le Parti communiste d'Allemagne, après avoir traversé les lignes de front. À Leipzig, il prend part au soulèvement communiste en Allemagne comme responsable militaire pour la région. L’échec du mouvement le force à partir pour l’Union soviétique en 1924. Il y travaille pour différentes officines soviétiques et notamment pour l’Institut d’économie mondiale de l’Académie communiste.
De retour en Allemagne en 1926, il crée l’agence « Pressgeography », qui établit des cartes à l’intention de différents clients. Sa carte de l’Union Soviétique devient la référence et lui vaut sa réputation scientifique internationale. Il donne des conférences à l’École ouvrière marxiste (Masch : Marxistische Arbeiterschule) et enseigne l’histoire de la classe ouvrière  et de l’impérialisme, l’économie et la géographie. L’arrivée au pouvoir des nazis en 1933 pousse Radó et sa femme Léna, à fuir par l’Autriche pour la France. Il y crée « Inpress » une agence de presse indépendante et antinazie. Arthur Koestler sera un de ses collaborateurs et en fera un portrait flatteur.

### Maître-espion au service de l’Union soviétique
En octobre 1935, lors d’une visite à Moscou, dont le prétexte est la création d’un Atlas mondial soviétique, il est approché par le chef des services de renseignements de l’Armée Rouge, Semion Uritsky et son adjoint, Artur Artzurov. Il s’engage comme espion avec comme tâche principale de renseigner l’URSS sur les forces de l’Axe.
Il travaille en 1937 et 1938 à rassembler des informations sur les forces italiennes et allemandes au service de Franco. En 1939, faute de pouvoir s’installer en Belgique où son passé communiste est connu, il obtient un permis de séjour en Suisse, aidé par le chef du service géographique de la Société des Nations.  Il s’installe à Genève et crée à nouveau une agence de presse spécialisée dans la cartographie, « Géopress ».
Il met en place une cellule importante de collecte d’informations sur les intentions militaires allemandes. Celle-ci dispose à partir du mois de mars 1941 de plusieurs postes émetteurs de radio permettant de recevoir des ordres de Moscou et d’y envoyer de nombreux rapports, jusqu’à son démantèlement en septembre 1943. Certaines informations furent d’un intérêt crucial : le réseau fournit la date exacte du déclenchement de l’invasion de l’Ukraine, début de l’opération Barbarossa, mais Staline n’y croit pas, bien que l’espion Richard Sorge donne la même information. D’autres renseignements comme le plan de bataille secret de Hitler vers Koursk ont un effet direct sur le sort de la bataille, favorable aux forces soviétiques qui connaissaient tout de l’attaque « surprise » planifiée par les Allemands. Le démantèlement de l’ « Orchestre rouge » de Léopold Trepper fin 1942, donne une importance critique au réseau d’espionnage suisse d’Alexandre Radó.
Alors que les principaux membres du réseau sont arrêtés fin 1943 et début 1944, Radó  parvient à entrer en clandestinité et échappe aux poursuites. Le 16 septembre 1944 il passe la frontière française avec l’aide des maquis de Haute Savoie et arrive peu après à Paris. Il contacte un espion militaire soviétique qui organise son rapatriement avec Léopold Trepper vers Moscou.
Ils prennent l'avion qui a ramené Maurice Thorez à Paris. À l’escale du Caire, il craint soudain d’être tué à son arrivée à Moscou comme beaucoup de ses camarades. Il s’échappe de son groupe et tente de se faire inscrire comme réfugié politique à la légation britannique qui refuse. Il tente alors de se suicider. Il ne fait que se blesser et est finalement rapatrié manu-militari à Moscou en août 1945. Il y est effectivement condamné sans procès en décembre 1946 à 10 ans de prison pour espionnage.

### Fin de vie en Hongrie
Il est finalement relâché en 1954, après la mort de Staline, et rentre en Hongrie. Réhabilité, il y devient en 1956 chef du service cartographique hongrois puis en 1958 titulaire de la chaire de cartographie de l’Université Karl Marx de Budapest.
Il publie ses mémoires en 1971 mais la première édition non censurée ne parait qu'en 2006. Il meurt le 20 août 1981 à Budapest.

## Chef du réseau de renseignement soviétique en Suisse, crucial pendant la guerre

### Genève et la Suisse
Même si le SR soviétique avait laissé le choix entre Bruxelles et Genève à Radó et que cette ville avait été finalement choisie parce qu’elle était la seule à accepter son installation, un pays neutre offrait à un réseau de renseignement des possibilités nombreuses. Tout d’abord la répression y était moins féroce que dans les pays occupés par les Nazis. Ensuite les réfugiés y étaient nombreux qui pouvaient fournir des contacts un peu partout et notamment en Allemagne. Enfin les principaux belligérants y tenaient des légations permettant de nombreux contacts croisés. Genève est ainsi un « nid d’espions » pendant toute la guerre et au-delà pendant la guerre froide.
La tolérance suisse avait néanmoins des limites. La crainte d’une invasion allemande a été permanente à partir de 1938, ce qui n’inclinait pas les autorités à trop transiger avec les exigences de la neutralité. Le réseau Radó est bien finalement démantelé. Mais il a auparavant fourni à l’URSS une masse gigantesque d’informations militaires qui seront un élément de la défaite allemande à l’est.

### L’équipe de transmissions
La Suisse est partout entourée de pays soumis aux forces de l’Axe. Les communications classiques sont pratiquement arrêtées : les renseignements prenaient le chemin de la Russie soviétique par des courriers en s’appuyant sur la valise diplomatique. Seules les liaisons secrètes par radio permettent de communiquer directement avec l’URSS. Disposer d’un réseau d’opérateurs radio performant est la seule solution. Le SR soviétique disposait de clés de chiffrement particulièrement complexes et très difficiles à percer. La contrepartie était un fardeau de chiffrement des messages particulièrement lourd. Il faut rassembler aussi bien des opérateurs que des chiffreurs.
L’URSS disposait depuis l’avant-guerre  d’un émetteur installé à Caux, au-dessus de Montreux (Vaud). Ursula Kuczynski (alias « Sonia ») , excellente sans-filiste, est envoyée par le GRU pour rétablir la communication. « Sonia » recrute en 1939 Alexander Foote, nom de code « Jim », un britannique, ancien des Brigades Internationales et membre du parti communiste britannique, qui lui est envoyé par « le Centre » (nom familier donné à la direction du SR de l’Armée Rouge).  « Jim » opérera depuis Lausanne jusqu’à son arrestation le 20 novembre 1943.
C’est Pierre Nicole, leader du Parti Socialiste Suisse mais qui s’est engagé aux côtés de Staline et des soviétiques dès avant la guerre, que le Centre envoie vers Radó, qui trouve le fournisseur et bientôt l’opérateur du premier émetteur de Genève.  Edmond Hamel, code Édouard, y tient une échoppe de produits électriques et électroniques. Il construira les émetteurs et en assurera la maintenance. Son épouse, code Olga, deviendra bientôt également opératrice. Pierre Wenger, président de l’Institut du Radium, et ami de Pierre Nicole a permis de contourner les lois interdisant la fourniture de pièces détachées électroniques pouvant servir à la construction d’émetteurs.  
Le 21 février 1941, le poste établit la liaison avec Moscou. Il émettra jusqu’au 14 novembre 1943, date de l’arrestation du réseau de Genève.
En octobre 1941 les communistes bâlois présentent à Radó la jeune Margrit Bolli (22 ans), qui après formation, émettra à partir d’un nouvel émetteur également établi à Genève, à partir de septembre 1942. Il sera opérationnel également jusqu’au 14 novembre 1943.
Ces trois postes ne sont qu’une petite partie du réseau de 180 émetteurs mis en place par l’URSS en Europe. Ils vont néanmoins fournir à l’Armée Rouge certains des renseignements militaires les plus importants de la guerre.

### L’équipe d’Alexandre Radó  et ses sources
Alexandre Radó, alias Albert, code Dora, a pour adjoint Otto Pünter, code Pakbo, qui a monté pour les soviétiques un réseau de renseignement assez fourni, basé essentiellement sur les contacts avec les diplomates, les autorités suisses, les journalistes suisses ou étrangers, les réfugiés allemands ayant conservé des liens avec l’Allemagne et les déserteurs de l’armée allemande.  Louis Suss, alias Salter, attaché de presse de l’Ambassade de France à Berne et George Blun, alias Long, correspondants à Berlin de plusieurs journaux français pendant des années, sont des sources abondantes et régulières. Eux-mêmes disposent de sources aussi bien à la chancellerie allemande qu’auprès des services secrets suisses qui eux-mêmes ont une source (Viking) qui ne sera jamais révélée, et fournit des informations cruciales lorsque la Suisse est menacée. Paul Marquis de Neyrac, code Nègre, ancien consul de France et très introduit dans les milieux industriels allemands, est une autre source importante. L’attaché de Chine à Berne, Pao Hsien Chu, code Pablo, fait partie des informateurs.
La source la plus importante du réseau sera Lucy, nom de code d’un Allemand réfugié, Rudolf Roessler.  Né le 22 novembre 1897 à Kaufbeuren, il devient après 1918 journaliste et dirige les éditions Bünhenvolksbund avant de prendre la tête de cette union populaire du théâtre allemand où il se heurtera aux manigances d’Otto Katz et de Willi Münzenberg qui cherchent à attirer vers Moscou les milieux intellectuels allemands. Lors de la prise du pouvoir par Hitler, il s’installe en Suisse où il fonde Nova Vita, qui édite les grands classiques et se fait une spécialité de tenir une immense cartothèque des armées et de l’industrie allemandes. Il est en contact avec le Bureau Ha, une officine de renseignements du SR Suisse. Il devient une source acceptée du réseau Radó après avoir convaincu le Centre par une description exacte et extrêmement précise des unités et des  mouvements de l’armée allemande en Russie.

### Trois renseignements cruciaux
Le premier exploit du réseau sera de fournir à temps la date exacte du déclenchement de l’offensive allemande contre Staline. Dès 1939, une information a été transmise en provenance japonaise pour indiquer que le plan d’Hitler était de frapper l’Union soviétique immédiatement après avoir conquis l’ouest européen. Le 22 avril 1941 un message signale par la source Poisson que la date de l’invasion est fixée au 15 juin. Un peu plus tard un nouveau message corrige : ce sera le 22 juin. C’est la même information fournie par ailleurs par Richard Sorge, à partir du Japon. Staline n’y croit pas.
S’appuyant sur la source Lucy, le réseau alerte sur l’offensive vers le sud prévue par Hitler. Staline croit à une attaque sur Moscou. Une fois encore il n’exploite pas l’information et les troupes allemandes s’enfoncent vers les réserves de pétrole de la Caspienne.
Ce double échec convainc le SR soviétique de l’importance des informations recueillies par le réseau Radó. Pendant toute la bataille de Stalingrad l’état-major est renseigné au jour le jour des positions et intentions allemandes.
L’information décisive concernera la contre-offensive envisagée par Hitler sur le saillant de Koursk. Elle doit être secrète et fondée sur la surprise. Tout le dispositif est communiqué à l’avance à l’État-major soviétique qui prépare une réponse tactique et stratégique appropriée. L’état-major allemand se rend compte que les troupes soviétiques ont été énormément renforcées ;  Hitler tient bon et donne l’ordre d’attaquer. L’affaire sera un fiasco total qui casse l’armée allemande et signe le début de la retraite.

### L’énigme de la source «allemande» de Lucy
Personne n’a jamais su quelle était la source allemande de très haut niveau qui alimentait Roessler, alors que la source Viking sera identifiée comme étant le général Hans Oster. Selon certaines théories,, ce serait Churchill, alimenté par Ultra, qui aurait décidé de  fournir aux Soviétiques des renseignements sur la stratégie allemande via une source apparemment allemande : le GRU, particulièrement méfiant, serait alors porté à prendre ces renseignements pour vrais. Ces théories font également de Foote un agent infiltré de l’Intelligence Service.

### La fin du réseau
Les trois émetteurs sont localisés en Suisse par les services allemands qui disposent d’une station d’écoute sur le Salève. Le hasard s’en mêle quand un agent allemand de second rôle devient l’amant de Margrit Bolli et devine ses activités. La pression allemande sur les autorités suisses pour qu’elles ferment les émetteurs « rouges » se fait très forte, d’autant que des moyens sont envoyés sur place par le SR allemand pour localiser précisément les lieux d’émission. C’est l’inspecteur Knecht, dont la pipe inspirera Simenon qui mènera les opérations de la police suisse contre le réseau.
La station Hamel est entendue pour la première fois le 11 septembre 1943. La station Bolli le 12. La station Foote le 27. Les maisons d’où partent les émissions sont localisées dans les dix jours suivants. Le 14 octobre les deux premiers sites sont visités et les opérateurs arrêtés. Le code de chiffrement pourra être rapidement compris avec les éléments trouvés sur place, permettant de décoder les messages enregistrés. Foote est arrêté peu après le 20 novembre 1943. Le réseau est démantelé. Les membres non arrêtés entrent dans la clandestinité. Les membres du réseau condamnés en Suisse seront assez rapidement libérés à la fin de la guerre.
Après la destruction du réseau et son évasion de la Suisse, Radó et Alexander Foote se retrouvent à Paris ; ils  reçoivent l'ordre de retourner à Moscou immédiatement. Ils partent à bord d'un avion militaire russe le 6 janvier 1945, prenant un itinéraire indirect (à cause de la guerre en cours) via l'Égypte. Leur avion se ravitaille au Caire, où Radó, craignant les purges de Staline à l'encontre des Juifs, tente de faire défection, mais en vain. Il sera interné jusqu'à la mort de Staline.

## Œuvres
- Sous le pseudonyme «Dora» (mémoires : Dora jelenti, en hongrois ; Под псевдонимом Дора en russe), Julliard, 1972, 412 p. traduit du hongrois par Elisabeth Kovacs

## Liens
- Werther hat nie gelebt ("Werther n'a jamais existé") , article du Der Spiegel du  10/7/72 ()